# Перу на Светском првенству у атлетици на отвореном 2023.
Перу је учествовао на 19. Светском првенству у атлетици на отвореном 2023. одржаном у Будимпешти од 19. до 27. августа деветнаести пут, односно, учествовао је на свим првенствима до данас. Репрезентацију Перуа представљала су 12 такмичара (5 мушкараца и 7 жена) који су се такмичили у 8 дисциплина (4 мушке и 4 женске).,.
На овом првенству Перу је по броју освојених медаља делио 27. место са 1 освојеном сребрном медаљом. У табели успешности према броју и пласману такмичара који су учествовали у финалним такмичењима (првих 8 такмичара) Перу је са 3 учесника у финалу делио 25. место са 15 бодова.
| Плас. | Земља | 1. место | 2. место | 3. место | 4. место | 5. место | 6. место | 7. место | 8. место | Бр. фин. | Бод. |
| ----- | ----- | -------- | -------- | -------- | -------- | -------- | -------- | -------- | -------- | -------- | ---- |
| =25.  | Перу  | 0        | 1        | 0        | 1        | 0        | 1        | 0        | 0        | 3        | 15   |

## Учесници
| Мушкарци: - Нелсон Ито Цуро — Маратон - Луис Остос — Маратон - Цесар Аугусто Родригез — 20 км ходање, 35 км ходање - Луис Хенри Кампос — 20 км ходање, 35 км ходање - Хосе Луис Мандрос Мартинез — Скок удаљ | Жене: - Луз Мери Рохас — 10.000 м - Заида Рамос — Маратон - Николаса Кондори — Маратон - Ејди Лоајза Хуаман — Маратон - Кимберли Гарсија Леон — 20 км ходање, 35 км ходање - Мари Луз Андиа — 20 км ходање - Евелин Инга — 20 км ходање, 35 км ходање |

## Освајачи медаља

### Сребро (1)
- Кимберли Гарсија Леон — 35 км ходање

## Резултати

### Мушкарци
| Атлетичар                  | Дисциплина   | Лични рекорд | Квалификације   | Квалификације   | Полуфинале | Полуфинале | Финале               | Финале       | Детаљи |
| Атлетичар                  | Дисциплина   | Лични рекорд | Резултат        | Место           | Резултат   | Место      | Резултат             | Место        | Детаљи |
| -------------------------- | ------------ | ------------ | --------------- | --------------- | ---------- | ---------- | -------------------- | ------------ | ------ |
| Нелсон Ито Цуро            | Маратон      | 2:14:57      |                 |                 |            |            | 2:20:00              | 46 / 60 (85) |        |
| Луис Остос                 | Маратон      | 2:13:34      | 2:25:50         | 57 / 60 (85)    |            |            |                      |              |        |
| Цесар Аугусто Родригез     | 20 км ходање | 1:20:45 НР   | 1:19:52 НР, ЛР  | 17 / 47 (50)    |            |            |                      |              |        |
| Луис Хенри Кампос          | 20 км ходање | 1:21:11      | 1:34:02         | 22 / 47 (50)    |            |            |                      |              |        |
| Цесар Аугусто Родригез     | 35 км ходање | 2:29:24      | Нису стартовали | Нису стартовали |            |            |                      |              |        |
| Луис Хенри Кампос          | 35 км ходање | 2:40:19      | Нису стартовали | Нису стартовали |            |            |                      |              |        |
| Хосе Луис Мандрос Мартинез | Скок удаљ    | 8,17         | 7,53            | 17. у гр. А     |            |            | Није се квалификовао | 30 / 37 (39) |        |

### Жене
| Атлетичарка           | Дисциплина   | Лични рекорд | Квалификације    | Квалификације    | Финале   | Финале       | Детаљи |
| Атлетичарка           | Дисциплина   | Лични рекорд | Резултат         | Место            | Резултат | Место        | Детаљи |
| --------------------- | ------------ | ------------ | ---------------- | ---------------- | -------- | ------------ | ------ |
| Луз Мери Рохас        | 10.000 м     | 33:07,74     |                  |                  | 33:19,61 | 19 / 21 (22) |        |
| Заида Рамос           | Маратон      | 2:32:07      | 2:36:23          | 35 / 65 (78)     |          |              |        |
| Николаса Кондори      | Маратон      | 2:33:52      | 2:42:25          | 53 / 65 (78)     |          |              |        |
| Ејди Хуаман           | Маратон      | 2:29:31      | 2:45:40          | 62 / 65 (78)     |          |              |        |
| Кимберли Гарсија Леон | 20 км ходање | 1:26:40 НР   | 1:27:32          | 62 / 40 (48)     |          |              |        |
| Мари Луз Андиа        | 20 км ходање | 1:30:50      | 1:35:38 ЛРС      | 31 / 40 (48)     |          |              |        |
| Евелин Инга           | 20 км ходање | 1:27:32      | Дисквалификована | Дисквалификована |          |              |        |
| Кимберли Гарсија Леон | 35 км ходање | 2:37:44 НР   | 2:40:52          |                  |          |              |        |
| Евелин Инга           | 35 км ходање | 2:51:53      | 2:46:18 ЛР       | 6 / 36 (47)      |          |              |        |